# 佐治·羅美路
喬治·安德魯·羅米洛（英語：George Andrew Romero，/rəˈmɛroʊ/；1940年2月4日—2017年7月16日）是一名美國電影導演、編劇和剪輯。他是最著名的喪屍片導演，可謂現代喪屍片類型的主要開創者，代表作品為《活死人之夜》及其五部續作（生人勿近、生人末日、活屍禁區、活屍日記、活死人之島）。

## 死亡
2017年7月16日，患有肺癌的他在睡夢中逝世，享年77歲。

## 主要作品
- 《活死人之夜》（1968）
- 《浓情香子兰（英语：There's Always Vanilla）》（1971）
- 《女巫的季節（英语：Season of the Witch (1973 film)）》（1973）
- 《屍心瘋》（1973）
- 《O·J·辛普森：鬆開果汁（英语：O. J. Simpson: Juice on the Loose）》（1974）
- 《馬丁（英语：Martin (1978 film)）》（1978）
- 《生人勿近》（1978）
- 《飛車敢死隊（英语：Knightriders）》（1981）
- 《鬼作秀》（1982）
- 《生人末日（英语：Day of the Dead (1985 film)）》（1985）
- 《異魔（英语：Monkey Shines (film)）》（1988）
- 《魔鬼雙瞳》（1990）
- 《人鬼雙胞胎（英语：The Dark Half (film)）》（1993）
- 《面具殺機（英语：Bruiser (film)）》（2000）
- 《活屍禁區（英语：Land of the Dead）》（2005）
- 《活屍日記》（2007）
- 《活死人之島（英语：Survival of the Dead）》（2009）

## 外部連結
- 佐治·羅美路在互联网电影资料库（IMDb）上的資料（英文）
- George A. Romero的作品  - 古騰堡計劃
- 互联网档案馆中佐治·羅美路的作品或与之相关的作品
- 佐治·羅美路在豆瓣上的资料（简体中文）
- New York Times short bio（页面存档备份，存于）
- Senses of Cinema: Great Directors Critical Database
- George Romero @ THE DEUCE: Grindhouse Cinema Database（页面存档备份，存于）